# Krieg Ferenc
Krieg Ferenc (Zalaegerszeg, 1921. május 25. – Szombathely, 2013. március 4.) festőművész.

## Élete
Festői múltja azzal kezdődött, hogy 18 éves korában bejárt a Szépművészeti Múzeumba másolni. Tanulmányait 1938 és 1940 között Gallé Tibor később Révész Imre festőiskolájában végezte, majd folytatta a Képzőművészeti Főiskolán, ahol Burghardt Rezső, Berény Róbert illetve a későbbiekben Gábor Móric és Rozs János voltak a mesterei. 
Volt színházi statiszta, villamoskalauz, könyvelő, a Vas megyei Moziüzemi Vállalatnál dekoratőr, a nehéz-ipari minisztériumban előadó, vezető technikus és még sok-sok egyéb, például hadifogoly is.
A háború után térképszerkesztőként vállalt munkát, melynek révén jutott el Mongóliába. A mongol földön 1969 és 1973 között több alkalommal járt, s mintegy két és fél évet töltött el egy magyar-mongol geológiai expedíció térképszerkesztő munkatársaként. Életének ezen különleges epizódja számos festmény, grafika, lemezdombormű megalkotására ihlette. Megfigyelhette és megjelenítette művein az ázsiai ország ősi kultúráját és szokásait, a buddhista vallás kulturális emlékeit és a pompázó, gazdagon stilizált mongol népművészetet, valamint természetesen a mongol embert: a lovast, az anyát, a kolostorok s a mindennapok lakóit; jurtákban, buddhista lámakolostorban, a pusztán, a kietlen távoli hegyekbe vesző síkságokon ábrázolva élénk, szuggesztív színekkel. 
Több alkalommal járt Velencében, ahol megragadta a Velencei karnevál hangulata, mely számos maszk, maskarás alak és egyéb nonfiguratív mű megalkotására ihlette. 
A művész 1970 óta Szombathelyen él, tájképei a közeli Szajki tavaknál készültek. Beleszeretett ebbe a tájba, melyet minden évszakban, hihetetlen színgazdagsággal és vad, energikus ecsetvonásokkal elevenített meg.
Nonfiguratív alkotásainak formavilága meghökkentő, sokszor ijesztő is, színviláguk élénk, érzékeinket felkavaró.
A festőművész 1962 óta tagja a Művészeti Alapnak. Attól kezdve több mint harminc önálló tárlata volt valamint számos csoportos bemutatón szerepelt Franciaországtól az akkori Csehszlovákián és Jugoszlávián át egészen Koreáig.